# Коени
Коените (на иврит: כֹּהֵן, мн.ч. на иврит: כֹּהֲנִים, коани́м, в Септуагинтата ιερευς, откъдето и старобългарското „йереи“ през (на гръцки: Ἱερεύς – жрец) са върховните еврейски свещенослужители от средите на левитите.
Из средите на коените се излъчва първосвещеникът и само те участват в ритуала и извършват жертвоприношенията.